# Depilsknúkur
Depilsknúkur är ett berg på ön Borðoy i den nordligaste delen av Färöarna. Dess topp ligger på 681 meter över havet.